# Sarcófago de Bak

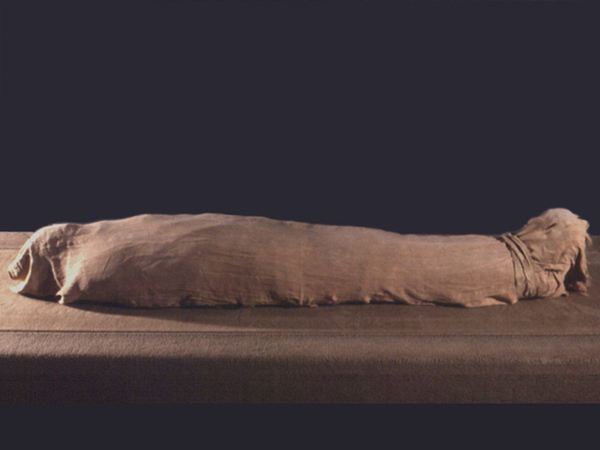
Momia

El Sarcófago de Bak es un sarcófago antropomorfo de madera policromada, que perteneció a un hombre llamado Bak. Imperio Nuevo (1539 a. C.-1077 a. C.). Fue donado al Museo Arqueológico Nacional de España por Pachá Bey Daninos en 1866, desde el Museo Real de Alejandría.

## Descripción
Sarcófago antropomorfo tocado con peluca tripartita. Está realizado en madera policromada, con fondo amarillo sobre el que se han pintado la decoración y las inscripciones en negro. En la tapa hay dibujada una diosa Isis con las alas extendidas que da paso a una inscripción con la fórmula de ofrendas y el nombre del difunto. Cinco líneas de inscripción perpendiculares a esta, separadas entre sí por figuras de divinidades, mencionan a los cuatro hijos de Horus, a Anubis, Nut, Geb y Shu. En los pies aparece de nuevo la diosa Isis.